# Mount Peter
Mount Peter är ett berg i Antarktis. Det ligger i Östantarktis. Australien gör anspråk på området. Toppen på Mount Peter är 1 755 meter över havet.
Terrängen runt Mount Peter är huvudsakligen lite kuperad. Trakten är obefolkad. Det finns inga samhällen i närheten.